# Hepu

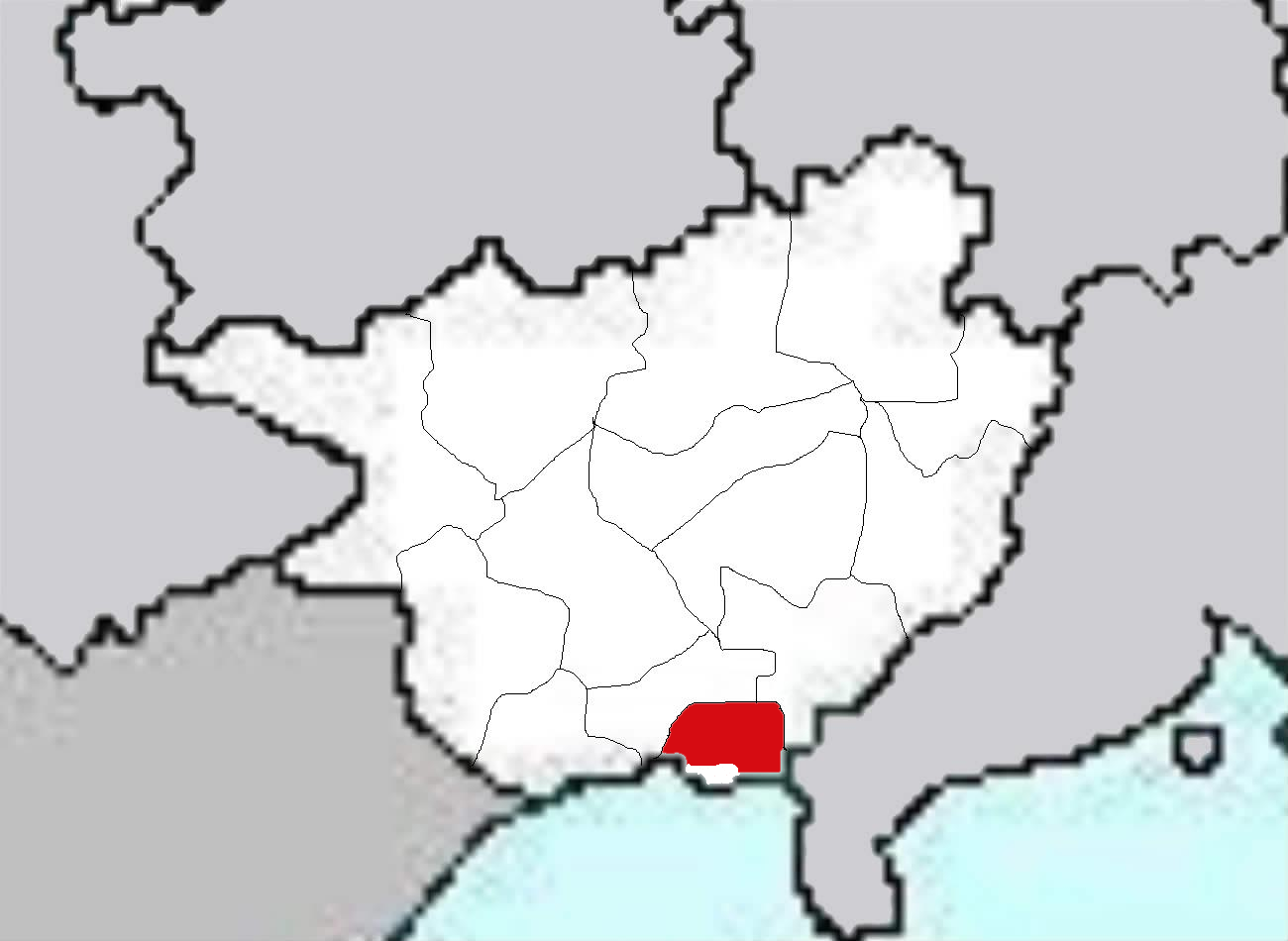
Lage Hepus in Guangxi

Hepu (chinesisch 合浦县, Pinyin Hépǔ Xiàn; Zhuang Hozbuj Yen) ist ein Kreis der bezirksfreien Stadt Beihai im Südosten des Autonomen Gebiets Guangxi der Zhuang in der Volksrepublik China. Er hat eine Fläche von 2.640 km² und zählt 941.500 Einwohner (Stand: 2018). Sein Hauptort ist die Großgemeinde Lianzhou (廉州镇).
Der Dashi Avalokitesvara-Tempel (Dashi ge 大士阁) und die Gräber von Hepu aus der Zeit der Han-Dynastie (Hepu Han muqun 合浦汉墓群) stehen seit 1988 bzw. 1996 auf der Liste der Denkmäler der Volksrepublik China.

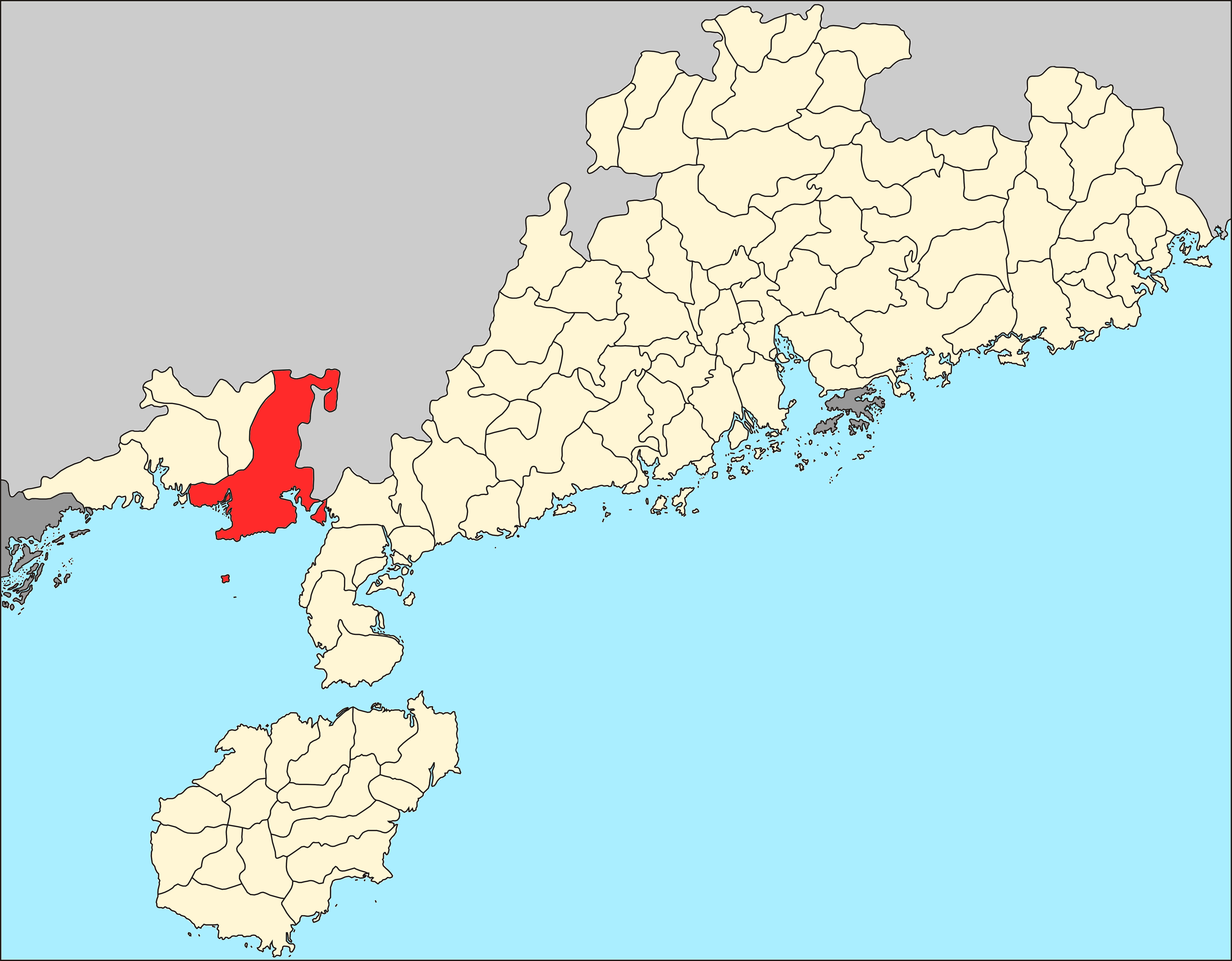
Lage Hepus in der Provinz Guangdong in ihren Grenzen von 1946

Historisch gehörte Hepu zur Provinz Guangdong. Um der Provinz Guangxi einen Zugang zum Meer zu ermöglichen, wurde der Kreis zusammen mit den benachbarten damaligen Kreisen Fangchenggang, Qin und Lingshan 1952 bis 1955 und erneut ab 1965 von Guangdong an Guangxi abgetreten.

## Administrative Gliederung
Auf Gemeindeebene setzt sich der Kreis aus dreizehn Großgemeinden und zwei Gemeinden zusammen. Diese sind:
- Großgemeinde Lianzhou 廉洲镇
- Großgemeinde Dangjiang 党江镇
- Großgemeinde Shagang 沙岗镇
- Großgemeinde Xichang 西场镇
- Großgemeinde Wujia 乌家镇
- Großgemeinde Shiwan 石湾镇
- Großgemeinde Shikang 石康镇
- Großgemeinde Changle 常乐镇
- Großgemeinde Zhakou 闸口镇
- Großgemeinde Gongguan 公馆镇
- Großgemeinde Baisha 白沙镇
- Großgemeinde Shankou 山口镇
- Großgemeinde Shatian 沙田镇

- Gemeinde Quzhang 曲樟乡
- Gemeinde Xingdaohu 星岛湖乡